# اچ‌ام‌اس کریر (۱۸۰۵)
اچ‌ام‌اس کریر (۱۸۰۵) (به انگلیسی: HMS Carrier (1805)) یک کشتی است که طول آن ۴۷ فوت ۸ اینچ (۱۴٫۵ متر) می‌باشد. این کشتی در سال ۱۸۰۵ ساخته شد.